# Wild Flag
Wild Flag fue un supergrupo estadounidense de indie rock/post-punk, formado por Carrie Brownstein (voz, guitarra), Mary Timony (voz, guitarra), Rebecca Cole (teclados, coros) y Janet Weiss (batería, coros), que eran miembros de los grupos Sleater-Kinney, Helium y The Minders.

## Historia
Brownstein y Timony habían colaborado a fines de los 1990s, cuando aún estaban en Sleater-Kinney y Helium respectivamente. Formaron la banda The Spells y lanzaron un EP, The Age of Backwards, en 1999. El año siguiente grabaron otras cuatro canciones para un álbum que no se completó. Estas canciones permanecieron inéditas hasta 2008.
En 2009, Brownstein fue convocada para musicalizar el documental !Women Art Revolution, para lo cual a su vez ella llamó a Weiss y a Cole. Tras decidir que debían formar una banda, invitaron a Timony a participar, y así formaron Wild Flag.
El primer sencillo de Wild Flag, "Future Crimes", junto a "Glass Tambourine, fue lanzado en el Día de las Disquerías de 2011.
Un segundo sencillo, "Romance" se estrenó el 18 de junio de 2011.
Su álbum debut fue lanzado el 13 de septiembre de 2011 por Merge Records.
La banda dejó de estar activa hacia fines de 2013, debido a los diferentes proyectos que sus miembros llevaban a cabo. En una entrevista para la revista Rolling Stone, Brownstein declaró que, si bien se divirtieron, la logística que implicaba la banda no valía la pena.

## Miembros
- Carrie Brownstein: guitarra, voz
- Rebecca Cole: teclado, piano
- Mary Timony: guitarra, voz
- Janet Weiss: batería

## Discografía
- Wild Flag (2011)

### Sencillos
- "Future Crimes" junto a "Glass Tambourine" (2011)
- "Romance" (2011)